# Heart Beat
Heart Beat ist ein Lied des japanischen Popmusikduos Yoasobi, welches im Rahmen des Fernsehformats 18 Fes des Senders NHK entstand und offiziell am 26. Dezember 2023 über Sony Music Entertainment Japan auf digitaler Ebene erstveröffentlicht wurde.

## Hintergrund und Entstehung
Das 18 Fes ist ein seit dem Jahr 2016 ausgestrahltes Fernsehformat, in der verschiedene Künstler gemeinsam mit 1.000 ausgewählten Teenagern zwischen 17 und 20 Jahren zu einem zuvor festgelegten Thema ein Lied schreiben und dieses später live im Fernsehen aufführen.
Am 12. Juni des Jahres 2023 gab der Sender NHK die siebte Ausgabe des Festivals bekannt, bei der Yoasobi als Musiker eingeladen wurde. Die Musiker baten Jugendliche im ganzen Land, Nachrichten oder Performance-Videos unter dem Motto Heart Beat (zu Deutsch „Herzschlag“) an den Sender zu senden. Aus den Einsendungen soll am Ende ein Lied geschrieben werden. Die Aufnahmearbeiten für das Fernsehformat sollten im November gleichen Jahres beginnen.
Anhand der eingereichten Einsendung komponierte Ayase das Lied und schrieb passend dazu den Liedtext. Das Lied, welches fünf Minuten und 35 Sekunden lang ist, wurde im Schlüssel B-Moll geschrieben und weist ein Tempo von 97 BpM auf. Die Taktart des Stückes ist im 4/4-Takt gehalten. Im Refrain sind neben Sängerin Ikura sowie ausgewählte Jugendliche auch die Mitglieder der Gruppe Plusonica zu hören.

## Mitwirkende
- Ayse – Produktion, Komposition, Liedtext
- Ikura – Gesang
- 1.000 ausgewählte Jugendliche – Textvorlage, Gesang (Refrain)
- Plusonica – Gesang (Refrain)
- Yukiko Tanaka – Arrangement (Refrain)
- Atsushi Makino – Regie (Musikvideo), Artworkdesign

## Veröffentlichung
Die Sendung des 18Fes mit Yoasobi wurde am 25. Dezember 2023 auf NHK gezeigt. Das 75-minütige Format zeigte neben der Performance des Liedes, welches Heart Beat heißt, auch Interviews mit verschiedenen Jugendlichen, die an der Entstehung des Liedes beteiligt waren, sowie Eindrücke während der Produktion des Liedes.
Einen Tag später wurde das Lied auf digitaler Ebene als Musikdownload und im Musikstream veröffentlicht. Am gleichen Tag wurde ein Musikvideo veröffentlicht. Am 8. Januar 2024 wurde das Live-Performance-Video auf dem YouTube-Kanal des Fernsehsenders NHK hochgeladen, welches allerdings nur in Japan abrufbar ist.

## Musikvideo
Das Musikvideo zum Lied wurde am 26. Dezember 2023 um 20 Uhr JST auf dem YouTube-Kanal von Ayase veröffentlicht. Regie führte Atsushi Makino. Das Video, welches ein Puppentheater zeigt und auf den Einsatz von Schwarzlicht zurückgreift, zeigt metaphorisch die Selbstfindung des Protagonisten auf, während dieser sich mit seinem bisherigen Ich, dessen Sorgen und Ängsten auseinandersetzt.

## Besprechungen
Eriko Ishii von Realsound befand, dass das Lied einen fetten Sound und einen nachhallenden, bewegenden Refrain habe. Obwohl das Stück keine chaotische Liedstruktur, für die das Duo bekannt ist, aufweist, macht die es die entspannte Melodie einfach nachzuverfolgen, wie präzise Ikuras Stimme die Schnelligkeit passend zum Lied beibehält.

## Erfolg
Mit knapp mehr als 12.000 Downloads innerhalb von sieben Tagen erreichte das Lied Patz zwei der Oricon-Download-Singlecharts. In den kombinierten Singlecharts, welche neben digitalen auch physische Singleverkäufe und Musikstreaming berücksichtigt, erreichte das Lied in der ersten Verkaufswoche Platz 47.
In den Downloadcharts, die von Billboard Japan veröffentlicht werden, stieg das Lied mit knapp 10.000 Downloads auf Platz drei ein. Heart Beat stieg in der ersten Januarwoche 2024 auf Platz 33 in den Billboard Japan Hot 100 ein.